# 4469 Ютінґ
4469 Ютінґ (4469 Utting) — астероїд головного поясу, відкритий 1 серпня 1978 року.
Тіссеранів параметр щодо Юпітера — 3,373.